# Plainoiseau
Plainoiseau és un municipi francès situat al departament del Jura i a la regió de Borgonya - Franc Comtat. L'any 2007 tenia 530 habitants.

## Demografia

### Població
El 2007 la població de fet de Plainoiseau era de 530 persones. Hi havia 200 famílies de les quals 36 eren unipersonals (20 homes vivint sols i 16 dones vivint soles), 56 parelles sense fills, 80 parelles amb fills i 28 famílies monoparentals amb fills.
La població ha evolucionat segons el següent gràfic:
Habitants censats

### Habitatges
El 2007 hi havia 221 habitatges, 210 eren l'habitatge principal de la família, 6 eren segones residències i 5 estaven desocupats. 197 eren cases i 24 eren apartaments. Dels 210 habitatges principals, 175 estaven ocupats pels seus propietaris, 31 estaven llogats i ocupats pels llogaters i 4 estaven cedits a títol gratuït; 10 tenien dues cambres, 20 en tenien tres, 42 en tenien quatre i 138 en tenien cinc o més. 173 habitatges disposaven pel capbaix d'una plaça de pàrquing. A 73 habitatges hi havia un automòbil i a 127 n'hi havia dos o més.

### Piràmide de població
La piràmide de població per edats i sexe el 2009 era:
| Homes | Edats   | Dones |
| ----- | ------- | ----- |
| 0     | 95 o +  | 4     |
| 0     | 90 a 94 | 0     |
| 0     | 85 a 89 | 0     |
| 0     | 80 a 84 | 0     |
| 8     | 75 a 79 | 4     |
| 8     | 70 a 74 | 8     |
| 12    | 65 a 69 | 8     |
| 12    | 60 a 64 | 8     |
| 24    | 55 a 59 | 16    |
| 20    | 50 a 54 | 12    |
| 16    | 45 a 49 | 24    |
| 16    | 40 a 44 | 0     |
| 20    | 35 a 39 | 48    |
| 40    | 30 a 34 | 8     |
| 16    | 25 a 29 | 28    |
| 8     | 20 a 24 | 4     |
| 24    | 15 a 19 | 12    |
| 20    | 10 a 14 | 16    |
| 24    | 5 a 9   | 28    |
| 12    | 0 a 4   | 12    |

## Economia
El 2007 la població en edat de treballar era de 361 persones, 270 eren actives i 91 eren inactives. De les 270 persones actives 254 estaven ocupades (131 homes i 123 dones) i 16 estaven aturades (9 homes i 7 dones). De les 91 persones inactives 49 estaven jubilades, 26 estaven estudiant i 16 estaven classificades com a «altres inactius».

### Ingressos
El 2009 a Plainoiseau hi havia 213 unitats fiscals que integraven 538 persones, la mediana anual d'ingressos fiscals per persona era de 19.940 €.

### Activitats econòmiques
Dels 21 establiments que hi havia el 2007, 1 era d'una empresa de fabricació d'altres productes industrials, 7 d'empreses de construcció, 4 d'empreses de comerç i reparació d'automòbils, 1 d'una empresa de transport, 1 d'una empresa d'hostatgeria i restauració, 2 d'empreses immobiliàries, 1 d'una empresa de serveis, 3 d'entitats de l'administració pública i 1 d'una empresa classificada com a «altres activitats de serveis».
Dels 8 establiments de servei als particulars que hi havia el 2009, 1 era un taller de reparació d'automòbils i de material agrícola, 1 paleta, 2 guixaires pintors, 1 fusteria, 2 lampisteries i 1 restaurant.
L'any 2000 a Plainoiseau hi havia 9 explotacions agrícoles.

## Equipaments sanitaris i escolars
El 2009 hi havia una escola elemental integrada dins d'un grup escolar amb les comunes properes formant una escola dispersa.

## Poblacions més properes
El següent diagrama mostra les poblacions més properes.